# كامبومبو

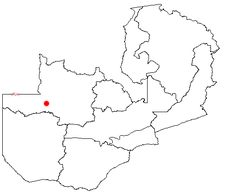

كابومبو مدينة في الشمال الغربي من زامبيا، تطل على نهر كابوميو ويبلغ عدد سكانها أكثر من 88,000 نسمة، والطريق الثامن.
وتحيط بها الغابات من خشب الساج وهي موطن لرسالة التبشيرية للكاثوليكيه الرومانيه.
إنتاج العسل هوالنشاط الأكثر اهميه للقرية. أيضا يوجد فيها الشلالات وتسمى شلالات شيكاتا. كما يتواجد بها مدرج هبوط للطائرات.
منزل كابومبو رقم أ. في مقاطعه كابومبو. التي يملكها كينيث كاوندا (أول رئيس للاستقلال بعد زامبيا)
كابومبو كان مملوكاً للسلطات المستعمره من مارس إلى يوليو 1959 وهو منصب تذكاري وطني.

## أعلام
- كليفورد مولينغا